# روبرت فنسنت ريمني
كان روبرت فنسنت ريمني مؤرخًا أمريكيًا وأستاذًا فخريًا بجامعة إلينوي في شيكاغو. كتب العديد من الكتب عن الرئيس أندرو جاكسون والحقبة التي حكم فيها. أبرزها سيرة أندرو جاكسون الذاتية المكونة من ثلاثة مجلدات. للمجلد الثالث من سيرة أندرو جاكسون الذاتية، الذي يحمل عنوان «مسار الديمقراطية الأمريكية 1833-1845» حصل على جائزة الكتاب الوطنية الأمريكية للقصص الواقعية. وقد أشيد بريمني على نطاق واسع لبحثه الدقيق في جاكسون ومعرفته الدقيقة به. صورت كتبه جاكسون في سياقٍ مواتٍ في معظمه، وكان يُنتقد أحيانًا لكونه متحيزًا تجاه موضوعه.
كتب ريميني أيضًا سيرة حياة أميركيين آخرين في أوائل القرن التاسع عشر، وهم مارتن فان بورين وهنري كلاي ودانييل ويبستر وجون كوينسي آدمز وجوزيف سميث. شغل منصب مؤرخ مجلس النواب بالولايات المتحدة من عام 2005 حتى عام 2010 وكتب تاريخ المجلس والذي نُشر في عام 2006.
حياته
وُلد روبرت فنسنت ريميني في 17 يوليو 1921، في مدينة نيويورك. كان والداه ويليام ريميني ولوريتا تيرناي ريميني، وكان الشقيق الأكبر لوليام وفينسينت ريميني. عمل والده كمدير ائتمان لشركة فحم. استذكر ريميني أن خطته الأصلية في الحياة كانت أن يصبح محاميًا. ولقد وضّح أن هذا «ليس لأنه كان مفتونًا بالقانون، بل لأنها مهنة كانت تُعد مهمة نسبةً لطفل وُلد خلال الكساد العظيم». حصل ريميني على درجة البكالوريوس من جامعة فوردهام في عام 1943. ثم جُنّد في البحرية الأمريكية وشارك في الحرب ضد الغواصات خلال الحرب العالمية الثانية. تسببت قراءته للتاريخ أثناء وجوده في البحرية في رغبته في أن يكون مؤرخًا. وقال لصحيفة «شيكاغو تريبيون»: «أتذكر جيدًا أننا رسينا في بوسطن فذهبت للمكتبة وأخذت المجلدات التسعة لهنري آدمز عن تاريخ الولايات المتحدة في عهد جيفرسون وماديسون، ولقد أحببتها، عندها أدركت بطريقة إلهية أنني قد أحببت التاريخ لا القانون، وعندما أخبرت والدي، أصيبا بالصدمة، وأخبراني أنني سأتضور جوعًا». تزوج ريمني من روث كونر التي قابلها في روضة أطفال عام 1948، وأنجبا ثلاثة أطفال، إليزابيث نيلسون، وجوان كوستيلو، وروبرت. دبليو ريميني.
حصل ريميني على درجة الماجستير من جامعة كولومبيا في عام 1947 وشهادة الدكتوراه من كولومبيا في عام 1951. في كولومبيا، درس تحت إشراف المؤرخ ريتشارد هوفستادتر. اقترح هوفستادتر أن يكتب أطروحته عن مارتن فان بورن. تحولت الرسالة في نهاية المطاف إلى كتابه الأول، مارتن فان بورين وتأسيس الحزب الديمقراطي (1959). يبحث الكتاب في دور فان بورن في تأسيس ائتلاف شامل لعدة قطاعات والذي شكّل الأساس لنهوض الديمقراطية الجاكسونية وإنشاء الحزب الديمقراطي في نهاية المطاف. عُيِّن ريميني أستاذًا مساعدًا للتاريخ في فوردهام في عام 1951 وبقي هناك حتى عام 1965. كتب المؤرخ ريتشارد ك. مكماستر، الذي تخرج من جامعة فوردهام في عام 1962، أن ريميني كان رائعًا في «جعل التاريخ الأمريكي قصة مثيرة للاهتمام». قال مكماستر: «أتذكره كرجل طيب ولطيف، يهتم حقًا لطلابه ويشجع جهودنا في البحث. كان يمتلك قدرة غريبة على كتابة عصر جاكسون بسرعة لدرجة أنك تعتقد أنه قد تناول الغداء في الرامسكيلر مع مارتين فان بورين. إنه كنز أمريكي».
في عام 1965، التحق ريميني بكلية جامعة إلينوي في شيكاغو، التي كانت تعرف آنذاك باسم جامعة إلينوي في شيكاغو سيركل. كان أول رئيس لقسم التاريخ في الجامعة، إذ شغل هذا المنصب من عام 1965 حتى عام 1971. أسس ريميني لاحقًا معهد يو آي سي للعلوم الإنسانية، والذي ترأسه من 1981 إلى 1987. تقاعد ريميني في عام 1991. خلال حياته المهنية، عمل أستاذًا زائرًا في جامعة جيلان للتكنولوجيا في الصين، وجامعة ريتشموند، وجامعة نوتردام، وكلية ووفورد. عند كتابة التاريخ، لجأ ريمني إلى الانضباط الذاتي في محاولته لتحسين ذاته. وقال: «تدربت على يد اليسوعيين، إذ كنت تُعاقب عند ارتكابك خطأً وتُكافأ عندما تقوم بعمل جيد».

## روابط خارجية
- روبرت فنسنت ريمني على موقع ميوزك برينز (الإنجليزية)